# Gorgoniapolynoe caeciliae
Gorgoniapolynoe caeciliae är en ringmaskart som först beskrevs av Fauvel 1913.  Gorgoniapolynoe caeciliae ingår i släktet Gorgoniapolynoe och familjen Polynoidae. Inga underarter finns listade i Catalogue of Life.